# Astra 1A
O Astra 1A foi um satélite de comunicação geoestacionário construído pela GE Astrospace, ele esteve localizado na posição orbital de 19,2 graus de longitude leste e era operado pela SES. O satélite foi baseado na plataforma AS-4000 e sua expectativa de vida útil era de 12 anos. O mesmo saiu de serviço em dezembro de 2004 e foi enviado para uma órbita cemitério.

## História
A Société Européenne des Satellites (SES) sediada em Luxemburgo fornecia serviços de telecomunicações a maior parte da Europa através de um satélite de 
fabricação estadunidense.
O Astra 1A baseava-se na plataforma da série AS-4000 da GE Astro Space (Lockheed-Martin), pesava 1,0 tonelada métrica. O Astra 1A mede 1,5 m por 1,7 m por 2,1 m, com uma extensão de painel solar de 19,3 m e capacidade de 2,8 kW. A sonda carregava 16 transponders em banda Ku ativos de 45 W.
O Astra 1A ficou fora de serviço em dezembro de 2004 e foi transferido para uma órbita cemitério.

## Lançamento
O satélite foi lançado com sucesso ao espaço no dia 12 de dezembro de 1988, por meio de um veículo Ariane-44LP H10, que foi lançado a partir do Centro Espacial de Kourou na Guiana Francesa, juntamente com o satélite Skynet 4B. Ele tinha uma massa de lançamento de 2.580 kg.

## Capacidade e cobertura
O Astra 1A era equipado com 16 transponders em banda Ku para prestar serviços de telecomunicação a Europa.